# ウィル・リー
ウィル・リー（Will Lee、1952年9月8日 - ）は、アメリカ合衆国テキサス州サンアントニオ出身のミュージシャン、ベーシストである。

## 概要
彼の最もよく知られた仕事は、CBSテレビの番組『レイト・ショー・ウィズ・デイヴィッド・レターマン』の中の1コーナー「CBS Orchestra」である。
また、ザ・マーク&クラーク・バンドのレコード『Worn Down Piano』でもプレイした。その他にリーを中心としたビートルズのトリビュートバンド「The Fab Faux」で、世界中を演奏して周っている。
また、シンガーとしても優秀で数多くのCMを録音している。
ステージで見せるワイルドなパフォーマンスとは裏腹に、バンドのアンサンブルを壊すことなく的確で味わい深い演奏に加え、温厚な人柄から様々レコーディングにツアーにと、あちこちから引っ張りだこのアーティストである。
これまで共演してきたミュージシャン達は、以下の通り。
- ベット・ミドラー
- デオダート
- ブレッカー・ブラザーズ
- バリー・マニロウ
- マライア・キャリー
- カーリー・サイモン
- スティーリー・ダン
- B.B.キング
- キャット・スティーヴンス
- マイケル・ボルトン
- リンゴ・スター
- グロリア・エステファン&ザ・マイアミ・サウンド・マシーン
- シンディ・ローパー
- ジェームス・ブラウン
- シェール
- アル・グリーン
- ビリー・ジョエル
- ライザ・ミネリ
- フランク・シナトラ
- カール・パーキンス
- エース・フレーリー（キッス）
- バーブラ・ストライサンド
- ダイアナ・ロス
- デイヴィッド・サンボーン
- スパイロ・ジャイラ
- リッキー・マーティン
- ナタリー・コール
- Fuse One
- 渡辺貞夫
- 山下達郎
- 矢野顕子
- SMAP
- モーニング娘。

など

## 音楽を始めた頃
ウィル・リーは音楽において、両親から多大な影響を受けた。父親はピアノとトランペットのプレイヤーであり、プロとしてチェロを弾いた。母親はビッグバンドの歌手であった。リーは、『エド・サリヴァン・ショー』でビートルズを観てからドラムスを叩き始め、12歳になる頃には、マイアミで彼の最初のバンドを組んだ。バンドは、ザ・ベンチャーズやディック・デイル＆デルトーンズ等、1960年代の典型的なサーフ・チューンを演奏して、毎晩メンバー各々が9ドルを稼いだ。しかしマイアミには素晴らしいドラマーが大勢いたので、「ベースを弾いて」と請われる機会が多くなり、次第にベースにシフトしていった。すぐにベース弾きとして成功し、「Chances R」や「The Loving Kind」、「Green Cloud」等といったバンドにも参加した。シンガーとしてはマイケル・マクドナルドに影響を受けたと語っている。
ウィルは、正式な音楽教育はマイアミ大学で受けた。そこで1年間フレンチ・ホルンを勉強し、次いでベースを専攻した。放課後は、ビートルズのほか、スティービー・ワンダー、ジミ・ヘンドリックス、スティーブ・ミラー、ザ・ラスカルズ、モータウン、スライ&ザ・ファミリー・ストーンなどをカバーするバンドでベースを弾いた。彼は様々なローカル・バンドで、毎晩6つのギグをした。それらの中には、「Goldrush」という革新的なホーンバンドもあった。

## プロのミュージシャンとして
ウィルはそれからニューヨークへ行き、ある日、トランペット奏者のランディ・ブレッカーに呼ばれ、ドリームスのオーディションに参加した。ニューヨークで、ウィルのキャリアはどんどん伸びた。彼は、B・J・トーマス、ホレス・シルヴァー、ベット・ミドラー、バリー・マニロウ、兄ランディと弟マイケルによるブレッカー・ブラザーズ、ハービー・マンといった面々とツアーに出た。商業的なフィールドでの経験を増すにつれ、ウィルは引く手あまたとなった。ベーシストとして、歌手として、彼は広範囲に渡るトップ・パフォーマーとレコーディングをした。デイヴィッド・サンボーン、ボズ・スキャッグス、ダイアン・シューア、トム・スコット、ニール・セダカ、カーリー・サイモン、フランク・シナトラ、フィービ・スノウ、ロニー・スペクター、ザ・スピナーズ、スパイロ・ジャイラ、リンゴ・スター、スティーリー・ダン、キャット・スティーヴンス、バーブラ・ストライサンドなどである。
ウィルはまた、日本で大成功した 24丁目バンド（The New York "24th Street Band"）でもプレイ、二度の来日公演を行っている。その後も渡辺貞夫のバックとして数度に渡って来日。1980年には「ニューヨーカーズ」として彼のボーカルをフィーチャーしたパイオニアのCMソング「愛のサスペンス」がリリースされている（1981年の24丁目バンド来日公演ではライブでこの曲を披露している）。他には、クリストファー・パーカーとの「Joe Cool」、「Toph-E & The Pussycats」でもアルバムをリリース。「Joe Cool」のライブではジェームス・ブラウンの「I feel Good」を披露している。また彼のファーストソロ・アルバム『OH!』は、「Jazz Beyond」チャートでNo.1になった。元々、ザ・ベンチャーズのファンであった彼は、1992年に、ザ・ベンチャーズの曲をカヴァーしたアルバム『Hyper Ventures』を、デヴィッド・スピノザやスティーヴ・ガッド、ジョン・トロペイと一緒にリリースしている。
2000年以降も多くのセッションワークをこなし、盟友ハイラム・ブロック・バンドの一員として、またギタリストのディーン・ブラウン、ドラマーのデニス・チェンバースとの「DBIII」や、矢野顕子トリオ（ドラムはクリストファー・パーカー）、新井田孝則、オズ・ノイ・トリオといったバンドで来日し、熱心な日本のファンの期待に応えている。2012年8月から9月にかけては矢野顕子、ボブ・ジェームスのバンドのメンバーとして続けざまに来日。そして11月には初めてとなる自身のバンド「Will Lee's Family」としてスティーヴ・ガッド、チャック・ローブらと公演を行い、大盛況のうちに成功させた。2013年も引き続き矢野顕子トリオとして5年連続のブルーノート公演を行い、直前にリリースされた20年ぶりのソロ・アルバム『ラヴ、グラティテュード・アンド・アザー・ディストラクションズ』の中から「1.2.3」をデュエットで披露。大阪でライブを終えた翌日にはそのまま東京にとんぼがえり、アヴェレイジ・ホワイト・バンドの主要メンバーだったヘイミッシュ・スチュアートのバンドで客演を果たすという多忙ぶりを見せた。2013年12月には再び同メンバーによる「Will Lee's Family」での来日公演が行われた。2014年夏にも恒例となる矢野顕子トリオでの来日が予定されている。

## CBSオーケストラ（The CBS Orchestra）
ウィルはNBCの『レイト・ナイト・ウィズ・デイヴィッド・レターマン』のハウスバンド「The World's Most Dangerous Band」のオリジナル・メンバーだった。彼は『レイト・ナイト』でも『レイト・ショー』でも、 ポール・シェイファーとプレイする栄誉を、CBSオーケストラの他のどのメンバーよりも多く持った。『レイト・ショー』 が始まる前、彼はよく記念品としてギター・ピックを観客席に投げ入れた。

## The Fab Faux
ウィルはビートルズの大ファンでもあり、ギタリストのJimmy Vivinoと共に結成したトリビュート・バンド「The Fab Faux」のメンバーも務めている。他のビートルズのトリビュート・バンドのように姿形の真似をしない代わりにサウンドの再現に拘っており、曲によっては管弦楽器やキーボードなどのサポートメンバーを迎えている。ライブにおいても『サージェント・ペパーズ・ロンリー・ハーツ・クラブ・バンド』や『アビイ・ロード』B面メドレーの完全再現やレボリューション9など再現の難しい楽曲の演奏も行なっている。

## ディスコグラフィ

### アルバム
- 『OH!』 - Oh! (1993年)
- Birdhouse (2006年)[2]
- 『ラヴ、グラティテュード・アンド・アザー・ディストラクションズ』 - Love, Gratitude and Other Distractions (2013年)[3]